# Lille-Centre
Lille-Centre est le quartier central de la ville de Lille, dans le département français du Nord en région Hauts-de-France, constituant ainsi son centre-ville et comptant environ 28 000 habitants[réf. nécessaire].

## Généralités
Le quartier comprend le centre historique, administratif et économique de la métropole.
Topographiquement, Lille-Centre  comprend  l’une des 2 parties du centre historique  de la ville avant son agrandissement de 1858, avec  le quartier du Vieux Lille celui-ci étant composé du noyau originel et de l’extension urbaine au nord-est lors de l'agrandissement de 1670 décidé par Vauban après le rattachement à la France de Louis XIV.
À l'intérieur des anciennes fortifications, Lille-Centre correspond aux quartiers Saint-Sauveur, Saint-Maurice, Saint-Étienne et de l'Hôpital Militaire.
Lille-Centre s’étend un peu au-delà de l’ancienne ville de 1858.
- au sud, sur l’espace dégagé par la démolition des remparts après 1858, y compris les fossés et zones inondables devant les fortifications, le nouveau quartier  planifié  sous le Second Empire avec un réseau de larges voies haussmanniennes, notamment les actuels boulevard de la Liberté, boulevard Louis-XIV, le  boulevard Jean-Baptiste-Lebas, la rue Solférino, la place de la République.

- encore au-delà au sud, Lille-Centre englobe le  quartier Saint-Michel où s'établit dans les années 1880 et 1890 l’ancienne Université d’État. Ce micro-quartier s'étend autour de la place Philippe-Lebon jusqu’au boulevard Victor-Hugo et l’espace de l’ancienne gare Saint-Sauveur.

- à l’est, du boulevard Carnot à la porte de Valenciennes, l’espace des anciennes fortifications déclassées en 1919 où ont été édifiés la gare de Lille-Europe, le centre commercial et administratif EuraLille, la Cité administrative, le grand Palais du Zénith et des immeubles d’habitat collectif, HBM des années 1930, tours des années 1950, siège de la Région et quartier récent du Bois Habité à l’est du  boulevard du Président Hoover.

La partie la plus animée, le centre commercial s’étend sur un rayon d’environ 500 à 600 mètres autour du cœur de la métropole la place du Général de Gaulle, 
- à l’est, jusqu’à la gare de Lille-Flandres et le centre commercial Euralille par la rue Faidherbe,

- au sud, jusqu’au boulevard de la Liberté par la rue Nationale et la rue du Molinel.

- au nord-ouest, les rues du quartier touristique du Vieux-Lille les plus proches.

Ce quartier regroupe donc un grand nombre de bâtiments historiques, administratifs, banques, magasins, centres commerciaux, rues piétonnes  comme la rue de Béthune et de nombreuses places : place du Général de Gaulle, plus communément appelée Grand’place, place du Théâtre, place Rihour et la place de la République. La plupart des grandes enseignes de distribution sont également présentes à Lille, dans le quartier du centre : le Printemps (grands magasins), la Fnac, Darty, le Furet du Nord, etc.
Au-delà, Lille-Centre englobe des quartiers moins commerçants, assez calmes qui n’ont pas le même caractère de centralité, l’ancien quartier populaire insalubre de Lille-Saint-Sauveur rénové dans les années 1960 qui a perdu son identité, l’ancien quartier universitaire, le quartier relativement tranquille dans le quadrilatère entre le boulevard de la Liberté, le boulevard Vauban, la rue Solférino et la rue Jean-Sans-Peur, également l’espace au sud de l’Hôtel-de-Ville jusqu’à la rue de Cambrai à la limite de Moulins-Lille.
C'est un quartier aisé dans lequel existent encore de nombreuses demeures bourgeoises. Le prix du m² est l'un des plus élevés de la ville.
Lille-Centre est très bien desservi par les transports en commun comme les lignes 1 et 2 du métro ou les lignes de bus telles que la Citadine de Lille, les Liane 1 et 5, la ligne 14 et la ligne 18.

## Édifices notables

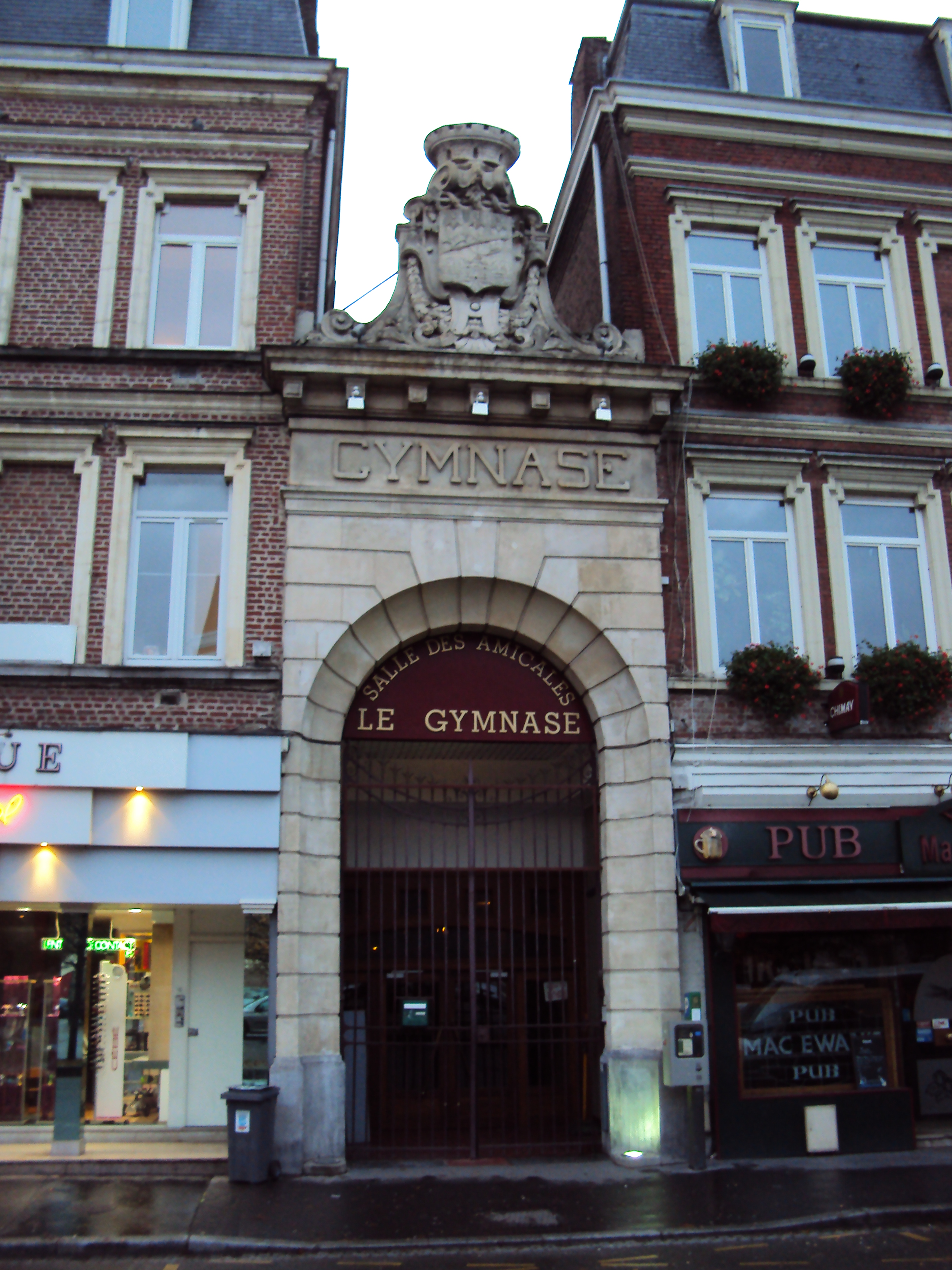
Le Gymnase (place Sébastopol).

Contrairement au Vieux-Lille largement préservé ce qui a permis la mise en valeur dans les années 1980 de son architecture pour le développement touristique, les quartiers historiques de Lille-Centre ont subi beaucoup de destructions depuis le XIXe siècle.
Les deux  percées de type haussmannien des années 1860 dans le tissu urbain, rue Nationale et rue Faidherbe, celle plus tardive du boulevard Carnot, la destruction par les bombardements de 1914 d'une grande partie du quartier de la gare reconstruit au cours des années 1920 dans style néoflamand, l'incendie de l'ancien Hôtel de ville, palais Rihour, en 1916, enfin la rénovation  brutale du quartier Saint-Sauveur autour de 1960 qui n'a préservé que des éléments isolés, ont fait disparaître une part importante du patrimoine architectural antérieur au XIXe siècle.
Il reste cependant des édifices préservés et plusieurs ensembles de grand intérêt, notamment les rangées de belles maisons flamandes du XVIIe siècle place du Théâtre (rang de Beauregard), rue Pierre Mauroy, place du Général de Gaulle.

### Édifices d’origine civile
- l'ancienne Bourse du travail (rue Barthélémy-Delespaul et rue Geoffroy Saint-Hilaire). Initialement l'Université des sciences de la chimie de Lille créée à la fin XIXe siècle, les syndicats sont venus s'installer en ce bâtiment en 1987. La Bourse du travail se relocalisera en juin 2011 dans l'ancien bâtiment du bureau des ingénieurs qui appartenait à l'usine Fives Cail Babcock (ayant fermé en 2001) dans le quartier de Fives[1]. Depuis mars 2016 ce bâtiment accueille le Tribunal Administratif de Lille
- la Cité administrative,
- le siège du conseil départemental du Nord
- le siège régional de France 3 au 36 boulevard de la Liberté,
- le Gymnase : achevé en 1882, c'est une structure municipale, située au 7 place Sébastopol, accueillant maintenant des réunions, conférences, des salons et des spectacles.
- Le siège du Conseil Régional de Nord-Pas-de-Calais-Picardie,
- l’Hôtel de ville (1924-1932) et son beffroi de 104 m de haut (avec le phare),
- l’Hôtel Scrive  (qui accueille la DRAC) et l'Hôtel du Lombard, rue du Lombard
- le Musée d'histoire naturelle de Lille,
- le Nouveau Siècle,
- l’Opéra de Lille (1923) de style néo-classique,
- le Palais des beaux-arts de Lille,
- le Palais Rameau
- le Palais Rihour : l’ancien palais des ducs de Bourgogne et actuel Office du tourisme,
- le Palais des sports Saint-Sauveur,
- l’Hôtel de la Préfecture,
- L'Hôpital Saint-Sauveur

- la statue de Jeanne d'Arc,

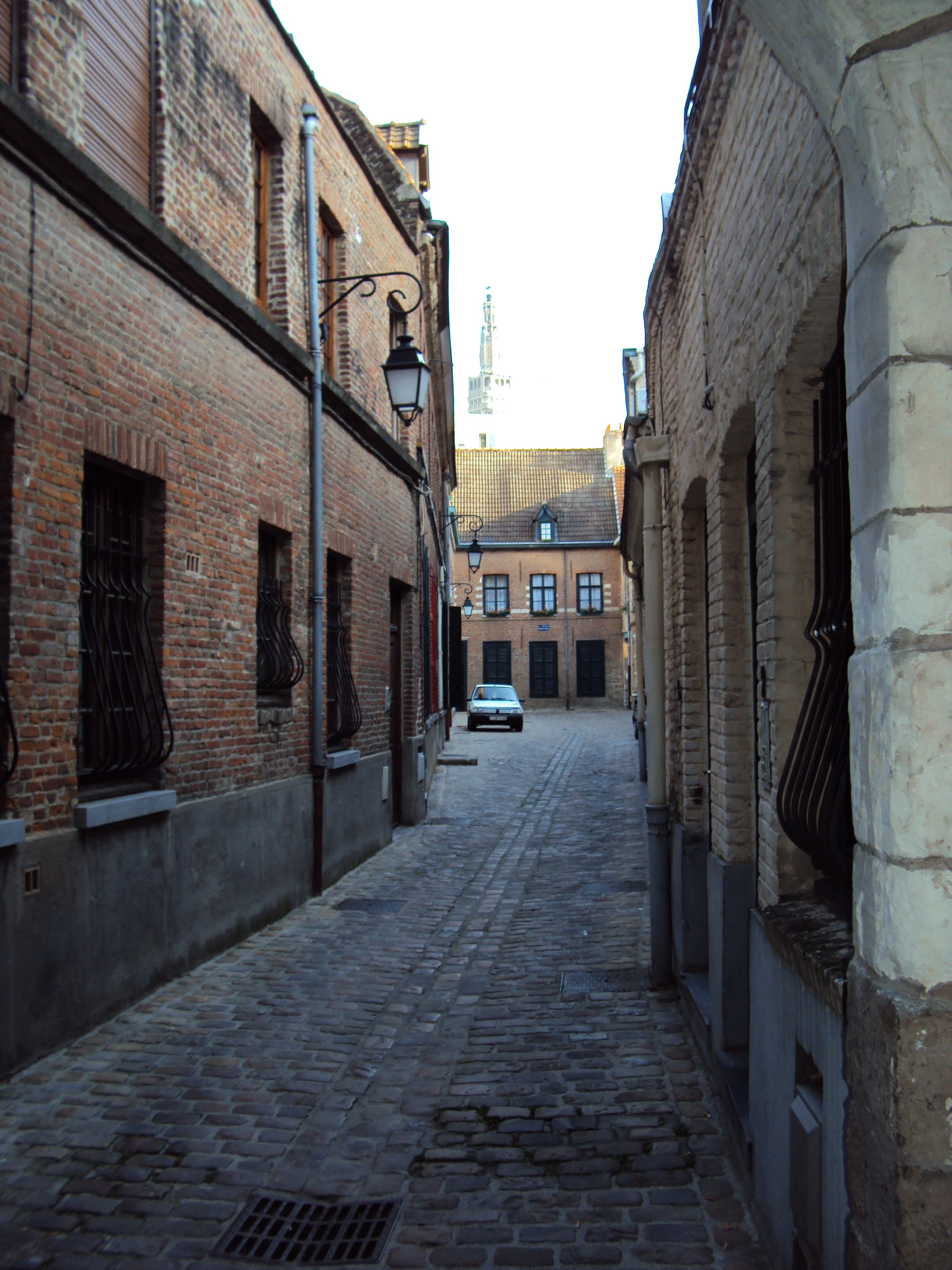
Les Brigittines (accès rue Gustave-Delory).

- le Théâtre Sébastopol, avec de nombreuses expositions et spectacles tout au long de l’année,
- la partie administration de la faculté de médecine, intégrée à l'Université Lille II, au croisement des rues Paul-Duez et Georges-Lefèvre,
- la Vieille Bourse (1652-1653) de style Renaissance flamande,
- l'ancien quartier universitaire (construit entre 1872 et 1895), autour de la place Philippe-Lebon, rue Jeanne-d'Arc, rue Gauthier-de-Châtillon, rue Angellier.

### Édifices d’origine religieuse

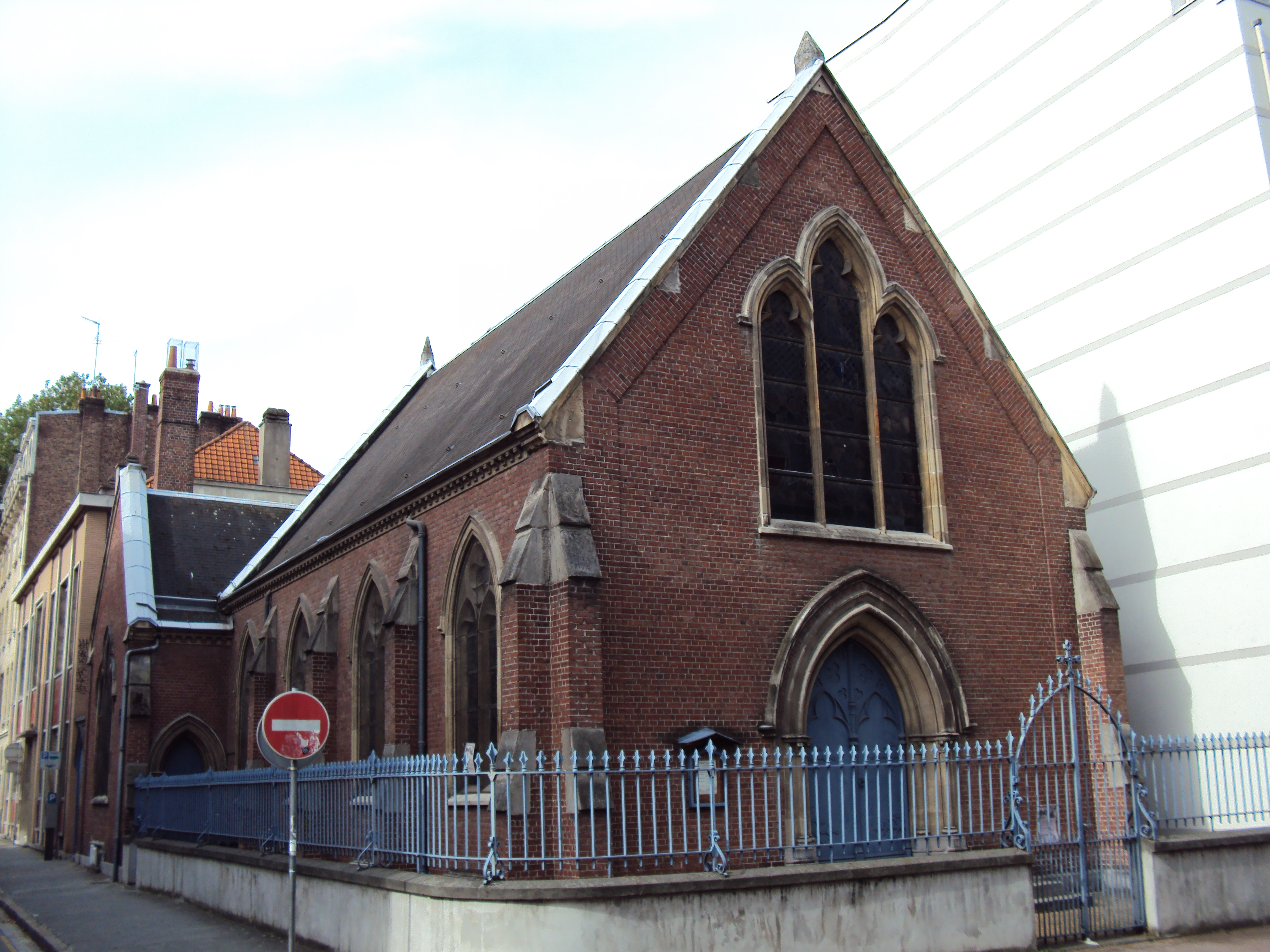
Christ Church (rues Lydéric et Watteau).

- la cour des Brigittines, rue étroite dont l'entrée est un portail 60 rue Gustave Delory. La rue des Brigittines tire son nom d'un couvent disparu en 1794. Cette communauté religieuse avait été fondée en 1604 par Anne Dubois (1574-1618) aidée par Nicolas de Montmorency, Comte d'Estaire et Prince de Robeck.
- l’église anglicane Christ Church, rues Lydéric et Watteau, a été construite de 1869 à 1870 par des donateurs anglais, ce qui est attesté par une stèle située à l'intérieur.
- l’église Saint-Étienne (1744)
- l’ancienne église du collège des Jésuites de style classique (1606) de l'hôpital militaire Scrive,
- l’église Saint-Maurice (XIVe – XIXe siècles) : une hallekerque à 5 nefs de même hauteur,
- l’église Saint-Michel (XIXe siècle) de style romano-byzantin,
- l’église Saint-Sauveur,
- l’Hospice Gantois,
- le Sacré-Cœur.

### Édifices d’origine militaire
- la Grand’Garde (1717) : le bâtiment a abrité l’ancien corps de garde royal sous Louis XIV et l’actuel Théâtre du Nord,
- la Noble Tour,
- la Porte de Paris.
- l' Hôpital militaire Scrive
- le Fort Saint-Sauveur